# Куросаки, Хисаси
Хисаси Куросаки (яп. 黒崎 久志 Куросаки Хисаси, род. 8 мая 1968, Канума, Тотиги) — японский футболист.

## Карьера
На протяжении своей футбольной карьеры выступал за клубы «Хонда», «Касима Антлерс», «Киото Пёрпл Санга», «Виссел Кобе», «Альбирекс Ниигата», «Омия Ардия».

## Национальная сборная
С 1989 по 1997 год сыграл за национальную сборную Японии 24 матчей, в которых забил 4 голов. Также участвовал в Кубке Азии по футболу 1988 года.

## Статистика за сборную
| Сборная Японии | Сборная Японии | Сборная Японии |
| Год            | Матчи          | Голы           |
| -------------- | -------------- | -------------- |
| 1989           | 7              | 1              |
| 1990           | 2              | 0              |
| 1991           | 0              | 0              |
| 1992           | 0              | 0              |
| 1993           | 1              | 0              |
| 1994           | 1              | 0              |
| 1995           | 10             | 3              |
| 1996           | 2              | 0              |
| 1997           | 1              | 0              |
| Итого          | 24             | 4              |

## Достижения
- Джей-лиги: 1996
- Кубок Императора: 1997
- Кубок Джей-лиги: 1997